# Gravity (chanson de Hovig)
Pour les articles homonymes, voir Gravity.
Chansons représentant Chypre au Concours Eurovision de la chanson
Alter Ego
(2016) Fuego
(2018)
Gravity (en français « Gravité ») est la chanson de Hovig qui représente Chypre au Concours Eurovision de la chanson 2017 à Kiev, en Ukraine.